# إعادة تدوير زجاجات البولي إيثيلين تريفثاليت

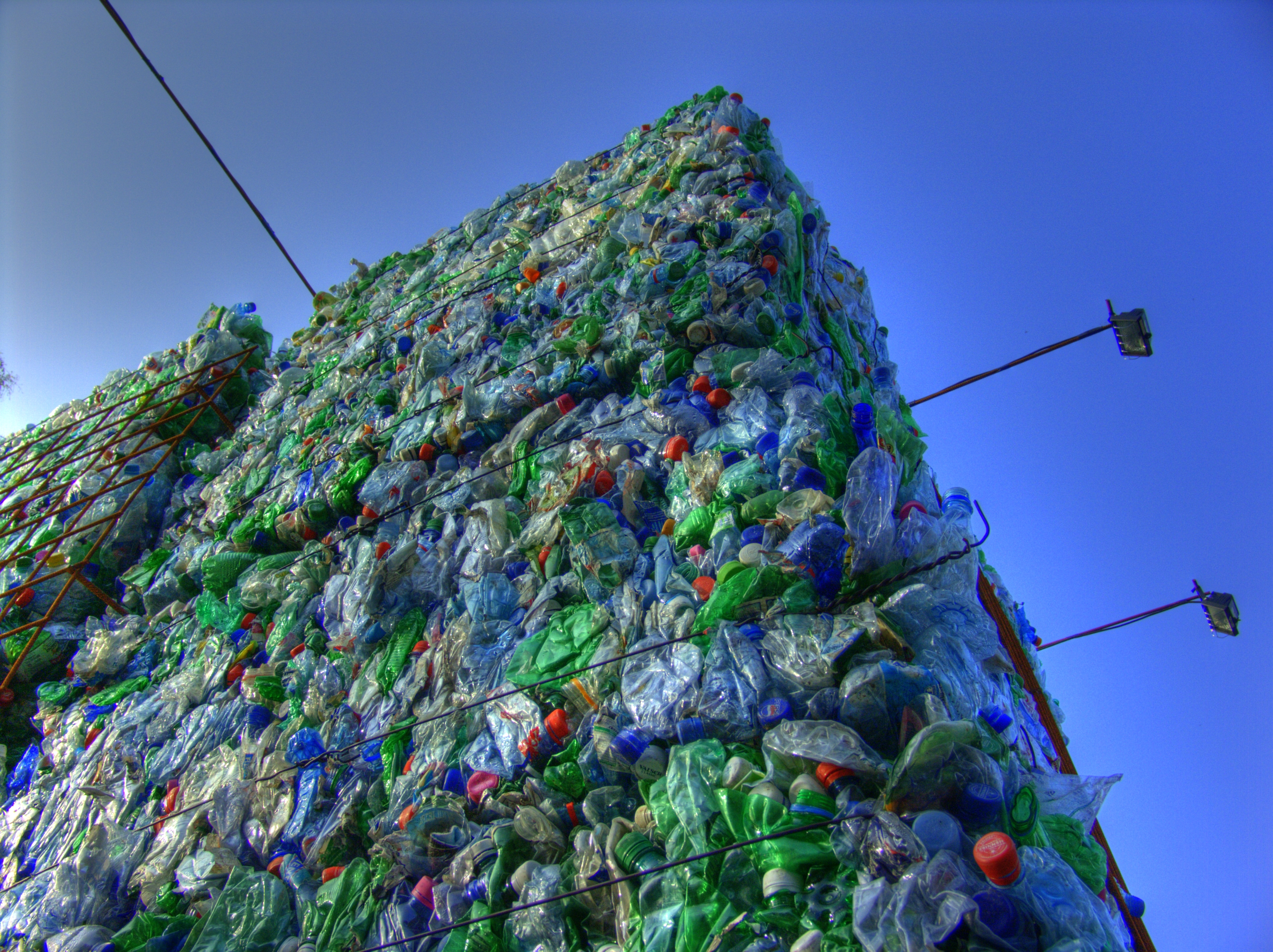

يمكن استخدام الزجاجات المصنوعة من البولي إيثيلين تريفثاليت في صناعة المنتجات الأقل جودة مثل السجاد. لصناعة البلاستيك المستخدم في حفظ الأغذية، لا بد للزجاجات أن تتحلل مائيًا لتصبح أحادية القسيمة، والتي تُنقى وتعاد بلمرتها لصناعة بولي إيثيلين تريفثاليت جديدة. في العديد من البلدان، يُرمز إلى بلاستيكات البولي إيثيلين تريفثاليت بالرقم «1» في رموز تمييز الراتنج داخل الرمز العالمي لإعادة التدوير، الذي عادة ما يتواجد في قاع العبوة.

## استخدام البولي إيثيلين تريفثاليت
يُستخدم البولي إيثيلين تريفثاليت كمادة خام لصناعة مواد التغليف مثل الزجاجات وعبوات التغليف للعديد من المنتجات الغذائية والبضائع الاستهلاكية الأخرى. تشمل الأمثلة المشروبات الباردة والمشروبات الكحولية والمنظفات ومستحضرات التجميل والمنتجات الدوائية والزيوت الصالحة للأكل. يُعتبر البولي إيثيلين تريفثاليت أحد أكثر البلاستيكات الاستهلاكية شائعة الاستخدام. يمكن أيضًا استخدام البولي إيثيلين تريفثاليت كمادة رئيسية في صناعة الورق المقاوم للمياه.

## العملية

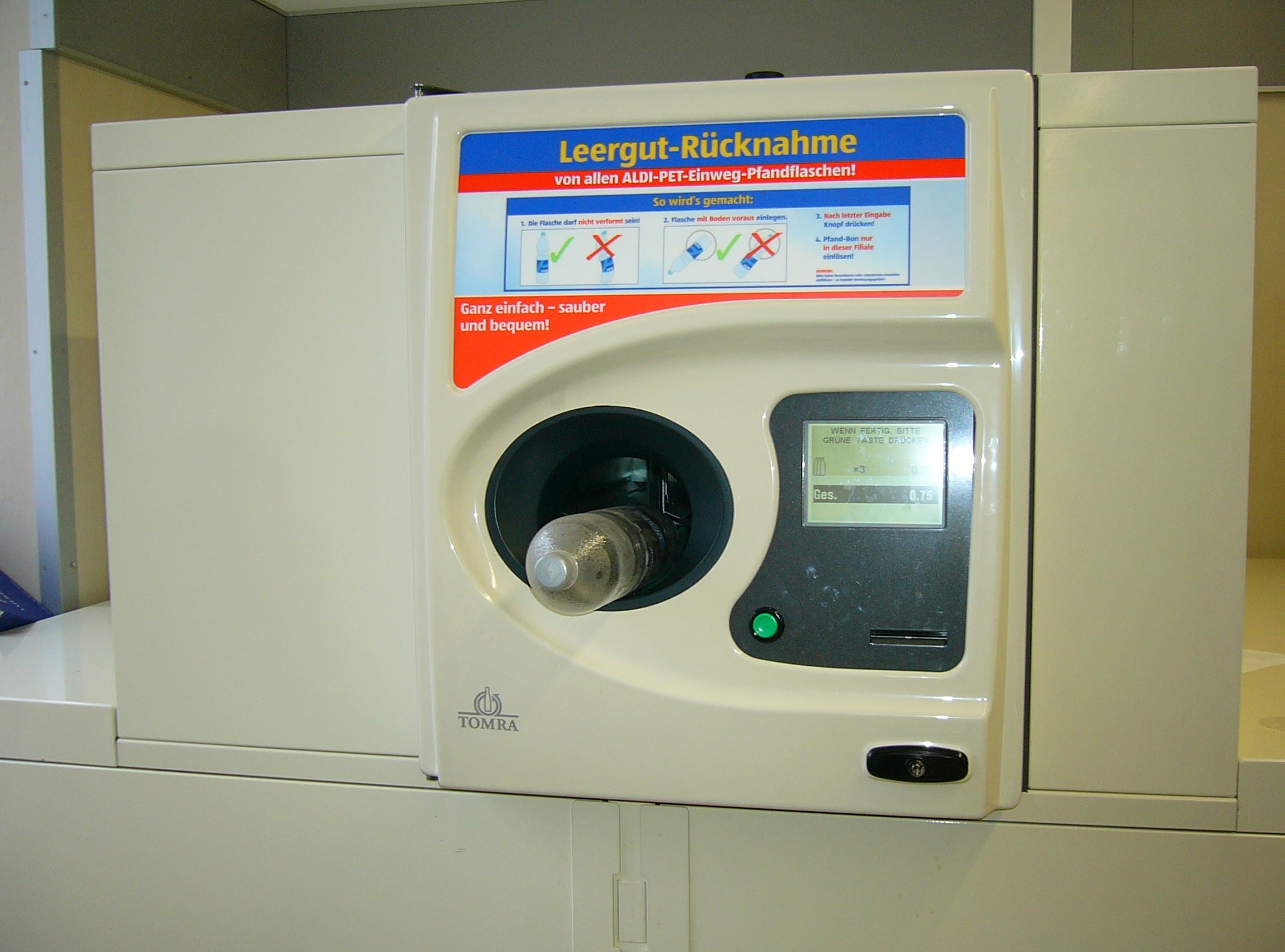
آلة إعادة الودائع في ميونيخ، ألمانيا

### مواد مدورة بعد الاستهلاك
تُلقى عبوات البولي إيثيلين تريفثاليت الفارغة بعد الاستخدام بواسطة المستهلك وتصبح مخلفات بولي إيثيلين تريفثاليت.في صناعة التدوير، يُرمز إلى ذلك بـ«بولي إيثيلين تريفثاليت بعد الاستهلاك». بدأت العديد من الحكومات المحلية ووكالات جمع المخلفات في جمع بولي إيثيلين تريفثاليت بعد الاستهلاك بشكل منفصل عن بقية مخلفات المنازل. بالإضافة إلى ذلك هناك تشريع لإيداع الحاويات في بعض البلدان والذي يُطبق أيضًا على زجاجات البولي إيثيلين تريفثاليت.
من المثير للجدل إذا ما كان تصدير الموارد المُدورة التي تضر بصناعة إعادة التدوير المحلية مقبولًا أم لا. في اليابان، أدى ضغط السوق الخارجية إلى تخفيض كبير في التكلفة في السوق المحلية. بقيت تكلفة البلاستيكات الأخرى غير البولي إيثيلين تريفثاليت مرتفعة.